# Зигей
Зигей (фр. Ziguey) — деревня и супрефектура в Чаде, расположенная на территории региона Канем. Входит в состав департамента Северный Канем.

## Географическое положение
Деревня находится в западной части Чада, на границе Сахеля и Сахары, на высоте 334 метров над уровнем моря.
Населённый пункт расположен на расстоянии приблизительно 293 километров к северо-северо-востоку (NNE) от столицы страны Нджамены.

## Население
По данным официальной переписи 2009 года численность населения Зигея составляла 5485 человек (2744 мужчины и 2741 женщина). Население супрефектуры по возрастному диапазону распределилось следующим образом: 47,7 % — жители младше 15 лет, 46,8 % — между 15 и 59 годами и 5,5 % — в возрасте 60 лет и старше.

## Транспорт
Ближайший аэропорт расположен в городе Мао.